# Abugida

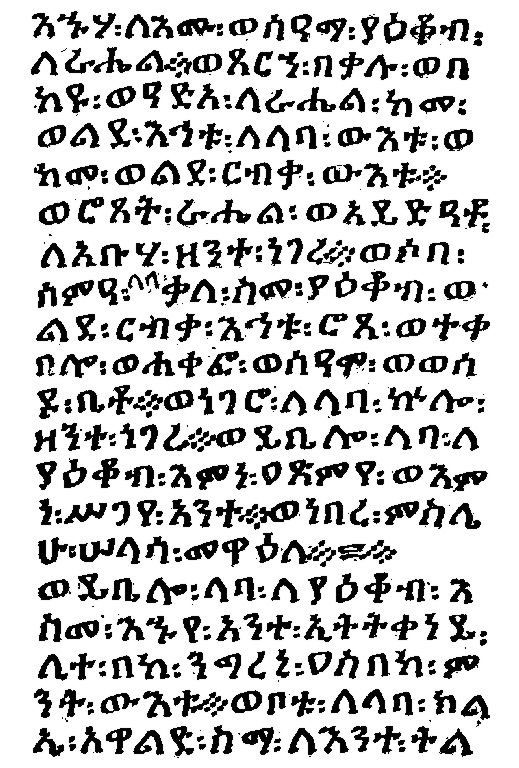
Beispiel Abugida: Genesis-Text in äthiopischer Schrift und Sprache

Der Begriff Abugida (von altäthiopisch አቡጊዳ abugida, von den ersten vier Buchstaben des amharischen Alphabets) resp. Alphasyllabar bezeichnet einen bestimmten Typus von Buchstabenschrift (Alphabet), bei dem die Buchstaben nicht streng nach der gesprochenen Reihenfolge angeordnet, sondern segmental nach Silben gruppiert werden, weswegen sie manchmal fälschlich als Silbenschrift bezeichnet werden.
Dieses Schriftprinzip ist charakteristisch für die indischen Schriften und die äthiopische Schrift.

## Inhärenter Vokal

### Beispiel in der indischen Devanagari-Schrift
- K = /ka/ =
- Ki = /ki/ =
- K* = /k/ =  (mit Halant  unter dem Zeichen)
- K*M = /kma/ =
- İK = /ika/ =
- İK* = /ik/ =
- İKi = /iki/ =
- etc.

Bei Abugidas bildet eine Zeichengruppe von der Größenordnung einer Silbe eine graphische Einheit, die Silbendarstellung wird aber aus kleineren Segmenten zusammengesetzt. Zu jedem Konsonanten gehört ein inhärenter Vokal, der mittels verschiedener diakritischer Vokalzeichen modifiziert werden kann. So steht in der indischen Devanagari-Schrift das Zeichen क für die Silbe ka. Durch Hinzufügung eines Vokalzeichens kann etwa die Silbe के ke dargestellt werden.

### Vokalzeichen
Das unselbstständige Vokalzeichen kann nicht allein stehen, sondern bildet zusammen mit dem Konsonantenzeichen eine feste Einheit. Aus der Grundsilbe ल la wird durch die Vokalzeichen ला lā, लि li, ली lĪ, लु lu, लू lū, ले le, लै lai, लो lo und लौ lau.
| ल  | ला  | लि  | ली  | लु  | लू  | ले  | लै   | लो  | लौ   |
| la | lā | li | lī | lu | lū | le | lai | lo | lau |

Die entstehenden Einheiten stimmen im Allgemeinen nicht mit den Sprechsilben überein.
Bei von den indischen Schriften abstammenden Abugidas haben anlautende Vokale eine andere Form, als wenn sie Konsonanten angehängt werden.
| Position   | Silbe | Aussprache | Grundform | Schrift    |
| ---------- | ----- | ---------- | --------- | ---------- |
| oben       | के     | /keː/      | क /k(a)/  | Devanagari |
| unten      | कु     | /ku/       | क /k(a)/  | Devanagari |
| links      | कि     | /ki/       | क /k(a)/  | Devanagari |
| rechts     | को     | /koː/      | क /k(a)/  | Devanagari |
| um … herum | கௌ     | /kau/      | க /ka/    | Tamil      |
| umgeben    | កៀ     | /kie/      | ក /kɑɑ/   | Khmer      |
| innerhalb  | ಕಿ     | /ki/       | ಕ /ka/    | Kannada    |

## Begriff
Der Begriff Abugida wurde von dem Sprachwissenschaftler Peter T. Daniels geprägt und steht im Gegensatz zu dem Begriff Abdschad, einem Schriftsystem ohne Vokalzeichen. Der Name leitet sich analog zum Wort Alphabet von den ersten vier Buchstaben der äthiopischen Schrift in der klassischen Reihenfolge ab. Im Englischen ist auch der Begriff alphasyllabary üblich.

## Untypische Abugida
Eine untypische Abugida ist die Anfang des 19. Jahrhunderts entwickelte Cree-Schrift, bei der die Vokale nicht durch hinzugefügte Zeichenelemente, sondern durch die Orientierung des Konsonantenzeichens dargestellt werden.
|   | ᐃ |   |  |   | i |   |  |   | ᐱ |   |  |    | pi |    |  |   | ᑎ |   |  |    | ti |    |  |
| ᐊ |   | ᐅ |  | a |   | o |  | ᐸ |   | ᐳ |  | pa |    | po |  | ᑕ |   | ᑐ |  | ta |    | to |  |
|   | ᐁ |   |  |   | e |   |  |   | ᐯ |   |  |    | pe |    |  |   | ᑌ |   |  |    | te |    |  |